# John Blowick
John Blowick SSCME (* 26. Oktober 1888 in Ballyfarna bei Belcarra im westirischen County Mayo; † 19. Juni 1972) war ein irischer römisch-katholischer Priester und Missionar.

## Leben
John Blowick wurde 1913 im Erzbistum Tuam zum Priester geweiht. Von 1914 bis 1917 war er Professor für Theologie am St Patrick’s College in Maynooth.
In dieser Zeit lernte er 1916 Edward Galvin kennen, der gerade über die Vereinigten Staaten aus China zurückgekehrt war. Galvin wollte in Irland um Unterstützung für seine Idee einer Missionsgesellschaft für China werben. Blowick war sogleich von dem Vorhaben begeistert und gemeinsam gründeten sie die The Maynooth Mission to China, später als Missionary Society of St. Columban bekannt. Blowick wurde der erste Generalsuperior der neuen Missionsgesellschaft. In dieser Funktion gründete er 1924 zusammen mit Frances Moloney, der Witwe von Sir Cornelius Alfred Moloney, den Missionsorden der Missionary Sisters of St. Columban.
John Blowick starb 1972 auf einer Missionsreise und ist im Mutterhaus Dalgan Park der Missionsgesellschaft im irischen Navan begraben.